# Філон Александрійський
Філон Александрійський (Філон Юдейський, Philon Alexandreos; * біля 15 до н. е., Александрія, Єгипет † 50 н. е.) — видатний представник єврейського еллінізму, центром якого була Александрія. Богослов, апологет юдейства, який своїми працями мав сильний вплив на богословський світогляд своїм екзегетичним методом і своїм вченням про Логос. Філон намагався пов'язати догми юдейської релігії з грецькою філософією (Платон, стоїцизм, Піфагор). Він є автором вчення про Логос, якого він втілює то у вигляді вищої ідеї, то у вигляді верховного архангела (намісника Божого). Згідно з його вченням, істинність платонівської та стоїцької філософії полягає, передусім, у Торі. Юдейські закони — закони природи, які важливі для всіх людей. Людину він вважав інтелектуальною істотою, яка нерозривно пов'язана з тілом, що роздвоюється між хтивістю і огидою. Головним завданням людини є наслідування Логосу і уподобання Богу шляхом екстазу.

## Вчення Філона
Як філософ, Філон був прихильником еклектичного платонізму, сильно забарвленого стоїцизмом який набув широкого поширення в Александрії. Подібно до інших сучасних йому еклектиків, він вбачає у такому вченні загальну суть всієї грецької філософії, разом з тим, подібно до інших юдеїв‑еліністів, визнає джерелом грецької мудрості святе откровення Старого Завіту, з якого, на його думку, черпали знання давні філософи.
Книги Мойсея, за Філоном, боговдуховлені, де в кожній літері не тільки єврейського оригіналу, але й того грецького перекладу, який використовував Філон, вміщують в образній, своєрідній формі вчення Платона, Піфагора, Зенона і Клеанфа. Тому найзначніші твори Філона є по суті коментарями до святих книг (головним чином книги Буття), які дають тлумачення їх у світлі популярної тоді грецької філософії. Надчуттєва істина пристосовується до людської немочі, обгортається в алегоричну форму; все Писання є алегорія, і завдання тлумача полягає в тому, щоб розкрити «духовний» зміст, захований в цій алегорії. Таким чином Філон є посередником між філософією і Божим одкровенням — і в цьому його значення. Його віра в універсальну розумність слова Божого, яка яскраво виражена в його (Філона) екзегетиці, і в його вченні про Логос, зробила його вчителем і попередником наступних апологетів і богословів, особливо александрійської школи.
В космології Філон Александрійський розвиває популярну теодицею стоїків, у психології — слідує платонізованим стоїкам. Він тлумачить біблійний переказ про гріхопадіння у світлі вчення Платона: душа існує завдяки Богу, зарікання від усього кінцевого, самозречення; найвища мета — містичне, безпосереднє возз'єднання з Богом у блаженстві екстазу.

## Праці Філона
- De Aeternitate Mundi
- De Abrahamo
- De Migratione Abrahami
- De Mutatione Nominum
- De Plantatione
- De Agricultura
- De Confusione Linguarim
- De Congressu Eruditiones Gratia
- De Decalogo
- De Sacrificius Abelis et Cainis
- De Posteritate Caini
- De Ebrietate
- De Escrecationibus
- De Fuga et Inventione
- De Gigantibus
- De Josepho
- De Opificio Mundi
- De Vita Contemplativa
- De Vita Mosis
- De Sobrietate
- De Somniis
- De Specialibus Legibus
- De Virtutibus
- De Praemiis et Poenis
- Legum Allegoriae
- Legatio ad Gaium
- In Flaccum
- Quaestiones in Genesim
- Quaestiones in Exodum
- Quis Serem Divinarum Heres Sit
- Quod Deterius Potiori Insidari Soleat
- Quod Deus Sit Immutabilis
- Quod Omnis Probus Líber Sit